# Cephaloziella granatensis
Cephaloziella granatensis là một loài rêu tản trong họ Cephaloziellaceae. Loài này được (J.B. Jack) Fulford miêu tả khoa học lần đầu tiên năm 1976.